# Kalyvakia (Arcadia)
Kalyvakia (greacă Καλυβάκια ) este un oraș în Grecia în prefectura Arcadia.